# ایوان متکوویچ
ایویکا متکوویچ (به کروات: Ivica Matković) ‏(۱۲ اکتبر ۱۹۵۳ در اسپلیت، یوگسلاوی) بازیکن فوتبال بازنشسته و مربی فوتبال اهل کرواسی است. او در سال‌های ۱۳۷۶ تا ۱۳۷۷ سرمربیگری باشگاه فوتبال پرسپولیس را برعهده داشت. او همچنین دستیار سابق تومیسلاو ایویچ بوده است.

## مربیگری در پرسپولیس
متکوویچ از ۲۴ آذر ۱۳۷۶ تا ۵ مهر ۱۳۷۷ روی نیمکت باشگاه فوتبال پرسپولیس نشست.
او در ۱۳ بازی، ۷ برد، ۲ مساوی و ۴ شکست با تیم کسب کرد.
به نوشته سایت گل، «مت‌کوویچ تا هفته سوم لیگ آزادگان در فصل ۷۷ سرمربی پرسپولیس بود، اما بازگشت علی پروین باعث اخراج بی سر و صدای وی از پرسپولیس شد».